# Huracán Pauline
El huracán Pauline, también conocido como Paulina, fue un ciclón tropical que tocó tierra en el sur de México el 8 de octubre de 1997 siendo uno de los más mortíferos, destructivos y costosos en dicho país durante la segunda mitad del siglo XX. Paulina fue la decimosexta tormenta tropical, octavo huracán y el séptimo huracán mayor que se formó en la temporada de 1997. Fue el tercero más intenso de dicha temporada.
Paulina se originó de una onda tropical el 6 de octubre a 410 km al sursudoeste de Huatulco, Oaxaca. Inicialmente tuvo un desplazamiento con dirección hacia el este, pero luego giró hacia el noroeste. Durante el día 7 de octubre, Paulina registró su máxima intensidad alcanzando la categoría 4 en la escala de Saffir-Simpson con vientos de 215 km/h y rachas de hasta 240 km/h. Para la tarde del día 8 de octubre, tocó tierra cerca de Puerto Escondido, Oaxaca provocando serias afectaciones en la costa de ese estado. La madrugada del 9 de octubre, se internó en el estado de Guerrero dejando al puerto de Acapulco prácticamente devastado. Paulina se disiparía en las primeras horas del día 10 de octubre en el estado de Jalisco.
Una torrencial precipitación récord en Acapulco de 411,2 mm acumulados en menos de 24 horas. Las inundaciones, crecientes de los ríos y deslaves afectaron severamente una de las regiones más pobres de México dejando entre 230 a 400 personas muertas. Cerca de 300 000 personas quedaron sin hogar y se registraron daños por $7500 millones (1997 USD, 80 000 millones de pesos MXN 1997, $9300 millones (2006 USD), lo que lo coloca en el décimo puesto de los desastres naturales más devastadores de México.

## Historia meteorológica

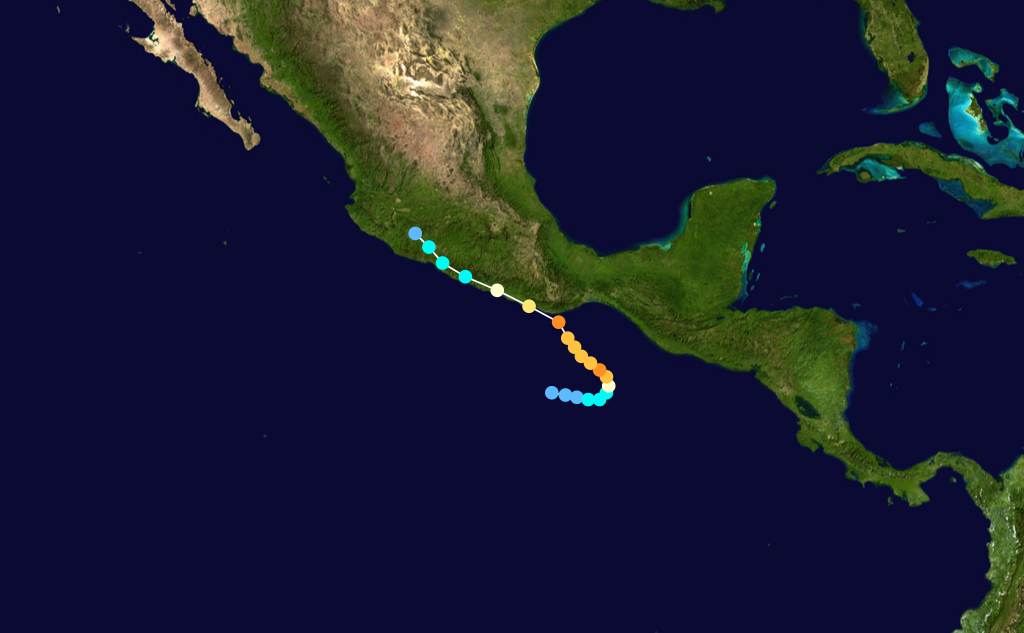
Trayectoria del huracán Paulina.

Una onda tropical salió de la costa de África el 16 de septiembre. Atravesó el océano Atlántico efectuando un desplazamiento hacia el oeste, con la porción sur de la onda en movimiento a través del eje norte de América del Sur. El 26 de septiembre, la onda penetró en la zona oriental del océano Pacífico cerca de Panamá y lentamente se organizó. Una onda de bajo nivel, se extendía desde el mar Caribe hasta el sur de México interrumpiendo el flujo normal de las corrientes con dirección hacia el oeste. El 3 de octubre, la onda tropical desarrolló una profunda zona de convección y comenzó a desplazarse hacia el Este, en el sur de México. Dos días más tarde se formó un bajo nivel de circulación, y el 5 de octubre a las 10:00 p. m. tiempo del centro, el sistema se desarrolló en la depresión tropical 18-E con vientos máximos de 55 km/h y rachas de 75 km/h cuando se localizaba a 425 kilómetros al sur de Huatulco, Oaxaca.
Con la ausencia de vientos de cizalla vertical, la depresión se desvió hacia el sureste de manera constante y organizada. El sistema desarrolló características de bandas un poco densas y en la madrugada del 6 de octubre se intensificó a la tormenta tropical Paulina con vientos máximos sostenidos de 75 km/h y rachas de 90 km/h mientras se localizaba a alrededor de 475 kilómetros al sursureste de Salina Cruz, Oaxaca y a 395 km al suroeste de Tapachula, Chiapas. Un fuerte sistema de alta presión se desarrolló sobre el sureste de México, que hizo girar a Paulina hacia el noroeste. Las características de ojo se desarrollaron durante la tarde del día 6 de octubre y para principios del día 7, Paulina se intensificó en huracán cuando se localizaba a 425 kilómetros al sureste de Salina Cruz.
Paulina se intensificó rápidamente después de haberse convertido en huracán con condiciones favorables para un continuo desarrollo. Dieciocho horas después de mantenerse en dicha categoría, alcanzó su máxima intensidad con vientos de 215 km/h y rachas de hasta 240 km/h dentro de la categoría 4 en la escala de Saffir-Simpson localizándose a 275 km al suroeste de Aquiles Serdán, Chiapas.
 Los vientos del huracán se debilitaron ligeramente a 185 km/h, pero la mañana del 8 de octubre, Paulina volvió a alcanzar la categoría 4 con vientos de 215 km/h y rachas de hasta 260 km/h ubicándose a tan solo 100 km al sursudoeste de Huatulco, Oaxaca. El huracán comenzó a cambiar su desplazamiento hacia el oesnoroeste mientras se movía paralelo a la costa sur de Oaxaca y al entrar en interacción con terrenos montañosos se debilitó rápidamente a categoría 3.

Paulina tocó tierra a las 4:45 p. m. tiempo del centro del 8 de octubre, entre las localidades de Puerto Escondido y Puerto Ángel en el estado de Oaxaca con vientos máximos de 185 km/h y rachas de 240 km/h.
Paulina siguió debilitándose al desplazarse paralelamente en las costas de los estados de Oaxaca y Guerrero y se internó en este último en las primeras horas del 9 de octubre. A las 4:00 a. m. tiempo del centro de ese día, el ojo del huracán se localizó a tan sólo 30 km al nornoroeste de Acapulco, Guerrero con vientos máximos sostenidos de 165 km/h y rachas de 200 km/h. Paulina continuó con un desplazamiento hacia el Oesnoroeste penetrando por la tarde en el estado de Michoacán y debilitándose a tormenta tropical cuando se situó en la zona montañosa de dicho estado. Durante la madrugada del 10 de octubre, Paulina se debilitó a depresión tropical a 30 km al suroeste de Uruapan, Michoacán y comenzó a disiparse más tarde en el estado de Jalisco.
|  |  |  |

En el primera imagen (izquierda), se muestra al huracán Paulina a las 8:04 a. m. tiempo del centro (13:04:50 UTC) del 8 de octubre de 1997, cerca del estado de Oaxaca, México.
En el segunda imagen (centro), se muestra a Paulina a las 3:33 p. m. Tiempo del Centro (20:33:09 UTC) del día 8 de octubre poco antes de tocar tierra en el estado de Oaxaca.
En el tercera imagen (derecha), se muestra al huracán a las 4:07 a. m. Tiempo del Centro (09:07:18 UTC) del 9 de octubre, ya interno en tierra sobre el estado de Guerrero.

## Preparativos
Los pronósticos predijeron la intensidad máxima de Paulina por 105 km/h. El 7 de octubre, cerca de 41 horas antes de entrar a tierra, el gobierno de México emitió una alerta de huracán desde Tapachula en el estado de Chiapas a Punta Maldonado en el estado de Guerrero. Poco después de que Paulina tocara tierra, la alerta se extendió hacia el noroeste a Manzanillo y posteriormente hasta Puerto Vallarta. Su giro hacia el noroeste a tierra fue inesperado provocando que se experimentaran condiciones de huracán solo con el aviso de pocas horas.
Las autoridades mexicanas en Puerto Chiapas cerraron el puerto a la navegación a todos las embarcaciones, excepto los barcos en mar abierto buscando refugio. Las autoridades, en última instancia, cerraron los seis puertos más importantes entre Acapulco y Puerto Chiapas. 
El gobierno estatal de Oaxaca abrió 75 refugios de emergencia y preparó 50 escuelas para albergar a un total de 10 000 personas. En la preparación, muchos residentes salvaguardaron objetos de mediano peso del exterior y sellaron sus ventanas.
Las autoridades en El Salvador declararon un estado de alerta nacional en respuesta a la amenaza potencial del huracán, luego de que girara al este, y advirtieron a los residentes en áreas propensas de inundaciones potenciales. Mientras el huracán cambiaba su trayectoria lentamente hacia el noroeste, no hubo informes de daños y víctimas a causa de Paulina en dicho país.

## Impacto
| Rango                                               | Huracán  | Temporada | Muertes |
| --------------------------------------------------- | -------- | --------- | ------- |
| 1                                                   | "México" | 1959      | 1800+   |
| 2                                                   | Paul     | 1982      | 1000+   |
| 3                                                   | Liza     | 1976      | 630-990 |
| 4                                                   | Tara     | 1961      | 430-500 |
| 5                                                   | Paulina  | 1997      | 230-400 |
| Artículo principal: Lista de huracanes del Pacífico |          |           |         |

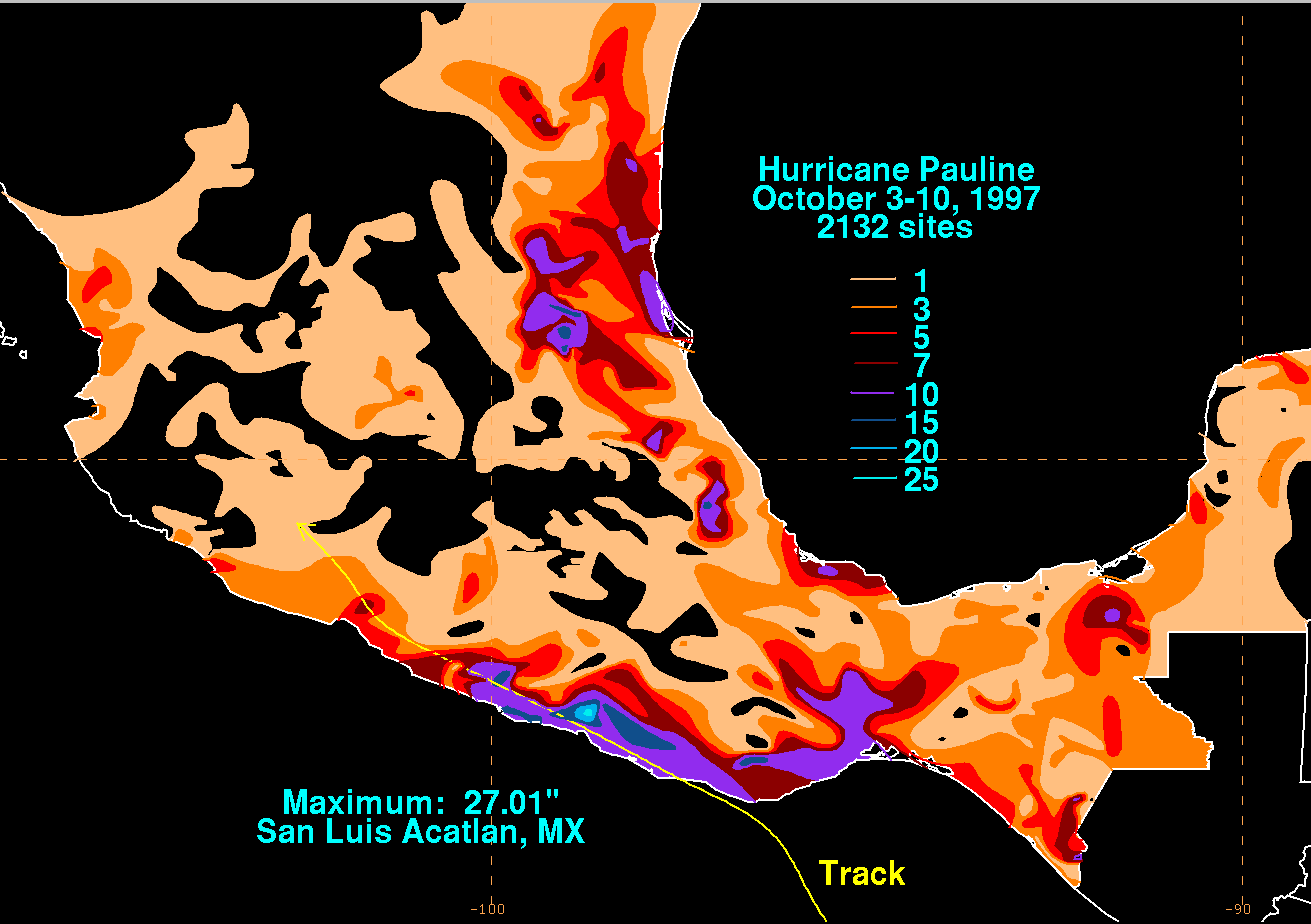
Precipitaciones del huracán Paulina en México.

Existieron pocas observaciones de superficie durante el paso del huracán. Las autoridades estiman que partes del sureste de México experimentaron con mayor magnitud los intensos vientos del huracán. Puerto Escondido, localidad cercana al sitio donde Paulina tocó tierra, reportó una racha de vientos de 115 kilómetros por hora antes de que el huracán se retirara del área, aunque no hubo reportes disponibles de esa hora. Un anemómetro en Acapulco reportó vientos sostenidos de 75 km/h con ráfagas de 95 km/h. No obstante, las autoridades estimaron que Paulina pudo haber sido todavía un huracán a su paso por el área.
El huracán Paulina produjo una precipitación histórica en Acapulco, al registrarse un acumulado de 411,2 mm en un periodo de 24 horas, siendo entre las 2 y 6 de la madrugada las horas en que se recibió la mayor parte de la precipitación. Esto constituyó un nuevo récord al superar la precipitación de 384 mm en 24 horas producida por el Huracán Dolores el 16 de junio de 1974 en su paso por el estado de Guerrero. También superó a la del huracán Gilberto de 350 mm en su paso por la península de Yucatán el 16 de septiembre de 1988. Numerosas localidades reportaron 255 mm de precipitación entre el 3 y el 10 de octubre, con una máxima precipitación de 930 mm en Puente de Jula, cerca de Paso Ovejas, Veracruz. Olas de hasta 30 pies (10 metros) se reportaron a lo largo de la costa de Oaxaca mientras el huracán entraba a tierra.
El huracán Paulina afectó ligeramente al estado de Chiapas y en gran parte a Oaxaca y Guerrero, dos de las regiones más pobres de México. El área más afectada por el huracán fue el municipio de Acapulco y sus alrededores. El huracán causó severos daños al medio ambiente, 700 kilómetros de espesa vegetación, pinos y robles, fueron gravemente dañados en el sur de México. Olas fuertes produjeron varias erosiones de las playas de algunas localidades. La erosión afectó dos ciclos de desove de la tortuga Lepidochelys olivacea, destruyendo 40 millones de huevos.
Ha sido el más letal y severo huracán que ha golpeado a México desde un huracán en 1959, causando daños por $7500 millones en daños (1997 DLS, 80 000 millones 1997 MXN Pesos, $9300 millones 2006 DLS).
La cantidad exacta de muertes se desconoce. Un día después de la tormenta se confirmaron 123 muertos. Por otra parte, un reporte emitido por el Departamento de Asuntos Humanitarios de las Naciones Unidas dio a conocer un total de 137 muertos a tres días de la tormenta. Cuatro días después del paso del huracán, un reporte de noticias de Reuters declaró que había 173 muertos con aproximadamente 200 desaparecidos, mientras el gobierno de México emitía un reporte de 149 muertos. Por su parte, reportes de los medios de comunicación indicaron que había una cifra de muertos de por lo menos 230 personas, mientras la Cruz Roja Mexicana estimaba un total de 400 muertos y por lo menos 1900 desaparecidos. El Servicio Mundial Eclesiástico estimó por lo menos 500 personas muertas.

### Oaxaca

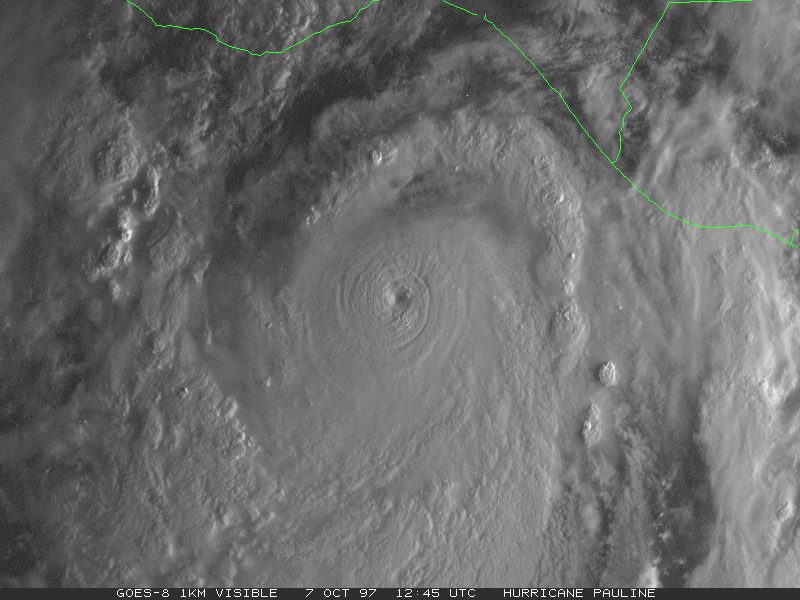
El huracán Paulina acercándose a las costas de Oaxaca en México.

El estado de Oaxaca fue declarado en estado de emergencia poco después de que el huracán entró a tierra. La abundante lluvia causó que los ríos de Los Perros y el río Espíritu Santo se sobrepasara en su capacidad, desbordándose e inundando alrededor de 50 municipios del estado. La inundación dañó doce puentes y destruyó dos en su totalidad, y dejó sin electricidad algunas áreas, sin agua para beber, y telecomunicaciones por varios días. El paso del huracán afectó miles de hogares y dejó aproximadamente 250 000 personas sin hogar en el territorio estatal. Por lo menos 110 personas murieron en el estado, con cientos de miles de residentes y 1278 comunidades afectadas.
Los fuertes vientos del huracán derribaron árboles y líneas del suministro eléctrico en el sureste de Oaxaca. El paso del huracán aisló temporalmente a Puerto Ángel y a la base naval de ahí cortando las vías de comunicación con el resto de México. En Huatulco, los vientos derribaron antenas de televisoras locales y destruyeron por lo menos 30 casas de madera y cartón. Una comunidad cercana al aeropuerto de la ciudad fue severamente afectada, al quedarse varias personas sin hogar. Las fuertes precipitaciones del huracán causaron abundantes inundaciones en varias partes del estado y Chiapas. 500 comunidades enteras fueron destruidas en Oaxaca, algunas localidades con graves afectaciones fueron Zapotecos, Chatino y Mixtecos.

### Guerrero

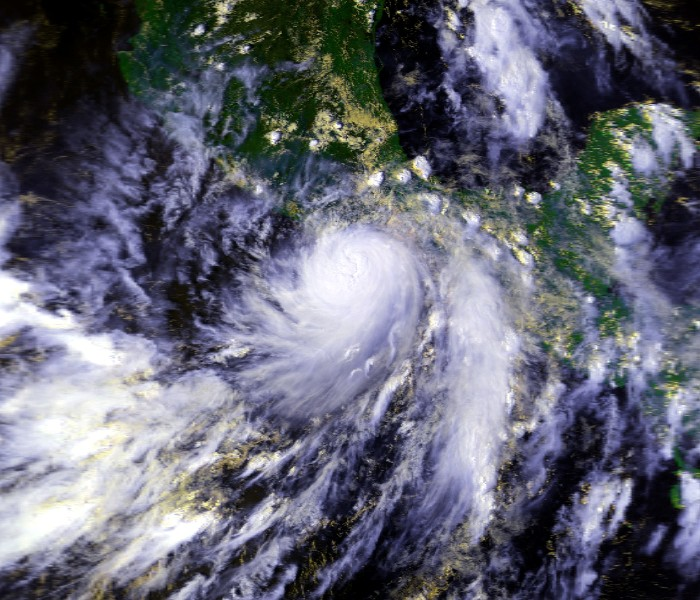
El huracán Paulina tocando tierra el 8 de octubre en el estado de Oaxaca con dirección al estado de Guerrero.

Fuertes lluvias provocaron severos derrumbes e inundaciones en el sur de Guerrero. Comunidades enteras fueron casi destruidas y algunas permanecían inundadas una semana después del huracán. La inundación destruyó miles de hectáreas de cultivos y se registraron pérdidas milenarias en ganado. La inundación y los deslaves aislaron a por lo menos 45 000 personas. El paso del huracán dañó mayoritariamente casas, puentes y provocó la suspensión del suministro de electricidad y agua. De acuerdo a una estimación preliminar, 123 personas murieron en Guerrero, principalmente en Acapulco. Se reportaron más de 200 desaparecidos a cuatro días del paso huracán debido a que fueron arrastrados hacia el mar o sepultados en los derrumbes. 50 000 personas quedaron sin hogar en todo el estado.
En la industria cafetalera, el paso del huracán dañó 500 toneladas de aromático y un valor en especie superior al millón de dólares, lo que a representa un 50 y 60% de cosecha del café. Entre las fincas cafetaleras más afectadas estuvieron El Mirador, Santa Clara, Los Cafetales, El Nueve, San Pablo y Rancho Viejo donde sufrieron daños familias que habitaban en ellas. En el sector agrícola, 140 000 hectáreas resultaron afectadas en cultivos básicos como frijol, maíz y café en la zona de la sierra, 20 000 hectáreas en el municipio de Cuajinicuilapa, 625 ha de maíz y sandía en Técpan de Galeana. Además se extraviaron alrededor de 6000 cabezas de ganado bovino.

#### Acapulco
La humedad de los suelos, producida por el paso de la tormenta tropical Olaf una semana antes, combinada con la fuerte lluvia generada por Paulina, causó severos deslaves e inundaciones en colonias en la periferia de la bahía de Acapulco. 
Ahí, por lo menos 5000 hogares fueron destruidos en su totalidad y otros 25 000 fueron dañados, 3067 quedaron sin techo y alrededor de 10000 familias quedaron sin hogar dentro y fuera de la ciudad. Los hoteles de descanso cerca de la playa no fueron gravemente afectados por el huracán, aunque los residentes de los barrios suburbanos perdieron lo poco que tenían. Gran parte de la ciudad fue cubierta por lodo y el 70% de Acapulco se quedó sin agua como resultado del paso del huracán. La mayor parte del millón de residentes también se quedó sin electricidad y servicio telefónico.
En el municipio de Acapulco, quedaron incomunicadas las localidades de El Jilguerón, Cruz de Ocote, Plan Doloma, Puerto Hondo, Casa Quemada y Filo de Caballo. En la ciudad de Acapulco, los fuertes vientos y alto oleaje no causaron daños de consideración. Sin embargo, las intensas precipitaciones provocaron que ríos en sus cauces naturales, provenientes de las laderas de los cerros que circundan la bahía de Acapulco, se desbordaran hasta desembocar al mar trayendo consigo diferente tipo de materiales como rocas, arena, árboles, escombros, basura, entre otros. En algunas avenidas principales como la Costera Miguel Alemán y Cuauhtémoc se registraron depósitos de arena de hasta 3 metros.
Con respecto a la infraestructura, se registraron cortes en la Carretera Federal 95 y en la Autopista del Sol en sus tramos de Chilpancingo y Tierra Colorada a Acapulco; en la carretera Escénica, que comunica a la zona del Acapulco Diamante con el puerto; en la carretera Acapulco-Pie de la Cuesta. Otras carreteras del estado también resultaron con severas afectaciones como la de Tlapa-Marquelia y Tlatlauquitepeo-Zapotitlán. Los puentes de Barandillas, El Quemado y Cuajinicuilapa fueron socavados y destruidos por los ríos. También se reportaron daños en los aeropuertos de Acapulco y Zihuatanejo. La subestación Puerto Marqués estuvo fuera de servicio a causa de las inundaciones provocando que más de 110 000 familias se quedaran sin energía eléctrica en los municipios de Ometepec, Cuajinicuilapa, Chilpancingo y Acapulco. Las líneas uno y dos del sistema hidrológico de agua potable del río Papagayo fueron dislocadas a causa del desbordamiento de los ríos, y la tubería fue removida hasta 80 metros de su sitio original.

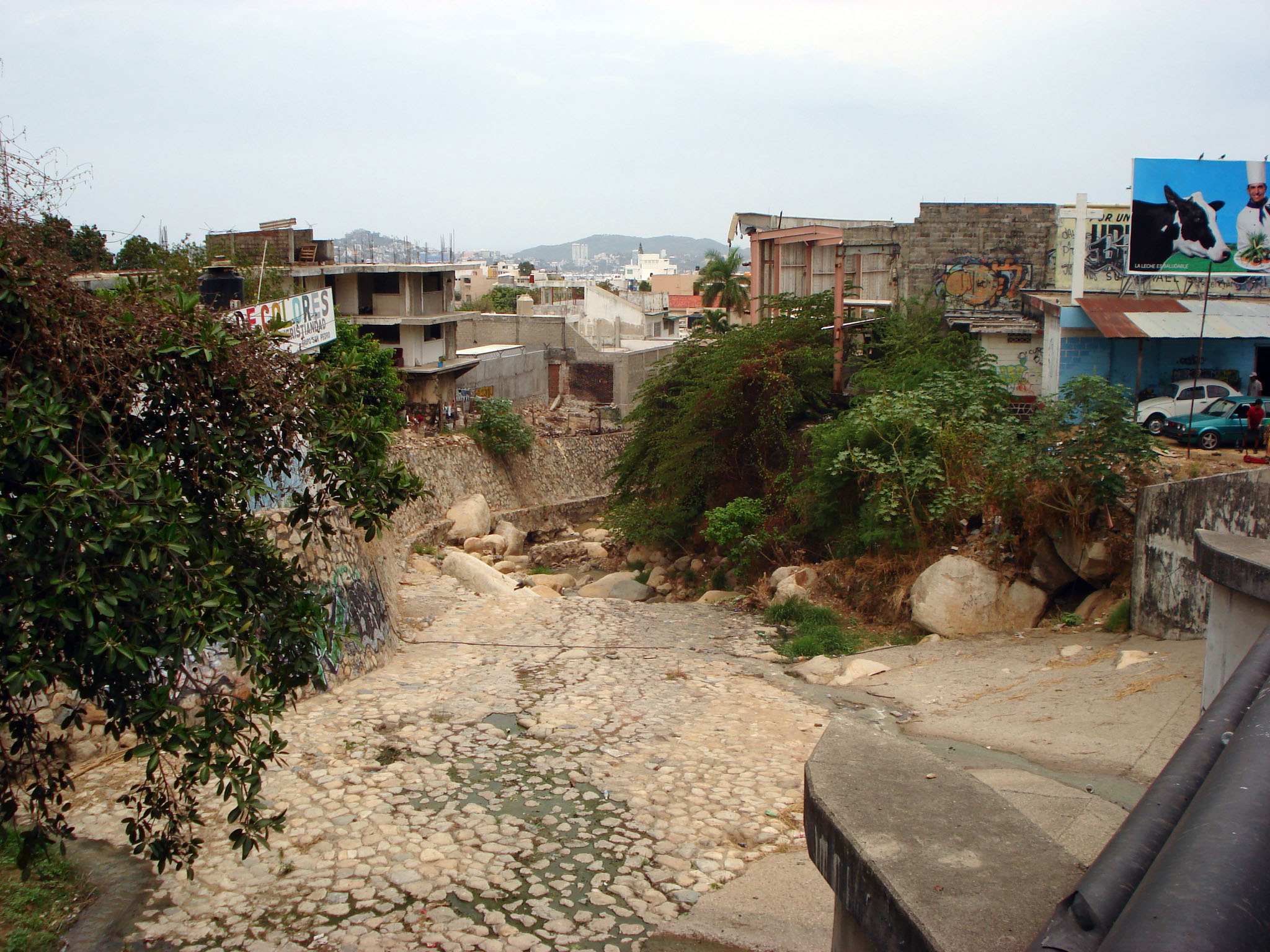
Cauce del arroyo del Camarón en la parte alta de Acapulco, una de las principales subcuencas del anfiteatro de la bahía de Acapulco. En este sitio se ubicaba la parroquia de la Sagrada Familia que fue socavada y destruida por la crecida del arroyo.

Entre las colonias que resultaron afectadas destacan Antorcha Revolucionaria, Ciudad Renacimiento, Coral, El Mirador, Emiliano Zapata, El Jardín, La Conchita, Lázaro Cárdenas, Libertadores, El Coloso, Generación 2000, Icacos, Francisco Villa, Mozimba, Paseo del Progreso, Palma Sola, Polígono D, Primero de Mayo, Progreso, Simón Bolívar, Santa Cruz, Tres Palos, Vista Hermosa y la Unidad Habitacional Vicente Guerrero (FOVISSSTE). En la colonia Progreso del puerto, la crecida del arroyo del Camarón arrastró gran cantidad de rocas pesadas y automóviles, derrumbó 100 casas, 150 vehículos quedaron atrapados y en la avenida Constituyentes socavó y destruyó en su totalidad la parroquia de la Sagrada Familia, así como un puente de dicha avenida adyacente al templo religioso.
Con respecto a la actividad educativa, 868 centros escolares en los niveles de preescolar, primaria y secundaria detuvieron sus actividades. Un total de 163 653 estudiantes quedaron sin clases además del registro de daños en 25 escuelas. Diez días después del paso del huracán, 79 600 pudieron regresar a clases. En la industria pesquera, 1000 embarcaciones quedaron paralizadas en Acapulco, 35 naves destruidas en su totalidad y 11 motores inservibles. En la Laguna de Tres Palos, 105 pescadores se quedaron sin trabajo y 26 consorcios registraron cuantiosas pérdidas.
Durante años el Paulina era el huracán más destructivo que había afectado Guerrero y en específico a Acapulco, récord que fue emulado hasta el 2013 por el huracán Manuel, y superado en 2023 por el huracán Otis, que devastaron la misma zona.

## Después de la tormenta
Voluntarios de la Cruz Roja Mexicana rápidamente se desplazaron a las áreas de desastre con equipos de búsqueda y rescate, incluyendo perros adiestrados en la búsqueda de víctimas del huracán atrapadas bajo áreas lodosas de Acapulco. A cuatro días de la tormenta, cada equipo encontraba uno o dos cadáveres por día, y las autoridades declaraban que la búsqueda podría llevar semanas. En Guerrero, los equipos rescataron un total de 35 personas en peligro. Horas después que el huracán pasara por el área, brigadistas se trasladaron en botes a las áreas más afectadas por inundaciones para ayudar a la población. La Cruz roja dotó con comida, ropa, agua purificada, leche en polvo, otros alimentos no perecederos y provisiones médicas para aquellas personas que se encontraban en albergues del gobierno en Oaxaca, Guerrero y Chiapas. La Cruz Roja Mexicana también instaló albergues para alimentar y dar asilo a cientos de personas desplazadas. Cuatro días después de la tormenta, dicha institución había distribuido un total de 100 toneladas de provisiones de ayuda a las víctimas del huracán. Algunos paramédicos también se desplazaron al área y atendieron a personas heridas.
Las autoridades instalaron plantas emergentes purificadoras de agua en Acapulco, aunque el agua se mantenía en gran parte escasa. Camiones con agua fueron enviados a la ciudad, con miles de personas haciendo fila para obtener agua. A los turistas que se encontraban los hoteles de Acapulco, que en general no resultaron afectados, se les indicó que debían utilizar el agua embotellada que se encontraba en los hoteles y racionarla. En Acapulco, ocurrió una desmesurada alza de precios después del huracán. Cifras de la Procuraduría Federal del Consumidor reportaron que los comerciantes cobraban un 200% más por la leche, 500% más por tortillas, y 1000% más por agua. El gobierno dispuso de 39 centros de ayuda para los ciudadanos de Acapulco, aunque algunos ciudadanos no pudieron obtener agua ni comida. Algunos grupos de ciudadanos sospechaban que autoridades del gobierno del presidente Ernesto Zedillo en el Partido Revolucionario Institucional se llevaban artículos de despensa para sus propósitos personales. El presidente se comprometió a buscar a los responsables y decidió cerrar los centros de ayuda a favor de abrir cocinas. A pesar de disponer de alimentos, el ejército mexicano no instaló las cocinas, ni la ayuda fue distribuida a dichos centros.
Las inundaciones provocadas por el huracán, combinadas con aguas negras en muchas áreas pobres del sureste de México, condujeron a la amenaza de propagación de enfermedades. Como resultado, trabajadores de salud del gobierno abrieron centros de vacunación en varias ciudades a lo largo de las costas de Guerrero y Oaxaca. Miles fueron inoculados por fiebre, tifoidea y tétano. Las autoridades notaron una potencial amenaza de dengue y cólera a causa de las aguas contaminadas. Trabajadores de salud también declararan que los mosquitos poseían malaria y dengue, que podían reproducirse en las aguas estancadas. En Acapulco, aproximadamente dos días después del paso del huracán, el primer día de sol en una semana evaporó las áreas de aguas estancadas, extendiendo polvo por toda la región con enfermedades fatales. Los residentes fueron advertidos que hirvieran agua y comida por 30 minutos debido a la amenaza de contaminación por el polvo. Por lo menos se reportaron veinte casos de cólera y seis de dengue. Soldados del ejército distribuyeron cloro para desinfectar el agua almacenada y carretillas para remover lodo y aguas residuales de sus hogares dañados. Dos aviones C-130 Hércules y veinte helicópteros llevaron comida y agua a pequeñas comunidades en el municipio de Acapulco que estuvieron desamparadas por una semana después del huracán.
Inicialmente, las autoridades en Acapulco dieron preferencia para limpiar las áreas turísticas, las cuales fueron reparadas rápidamente; desde los hoteles, la Avenida Costera Miguel Alemán, la carretera Escénica y el Aeropuerto internacional. El turismo disminuyó considerablemente después del huracán, causando que algunos hoteles cobraran 40% menos de lo normal en un intento de traer a la gente de regreso. Una aerolínea ofreció dos boletos de avión al precio de uno de la Ciudad de México a Acapulco. La mayoría de los hoteles volvieron a la normalidad después de un mes del huracán.

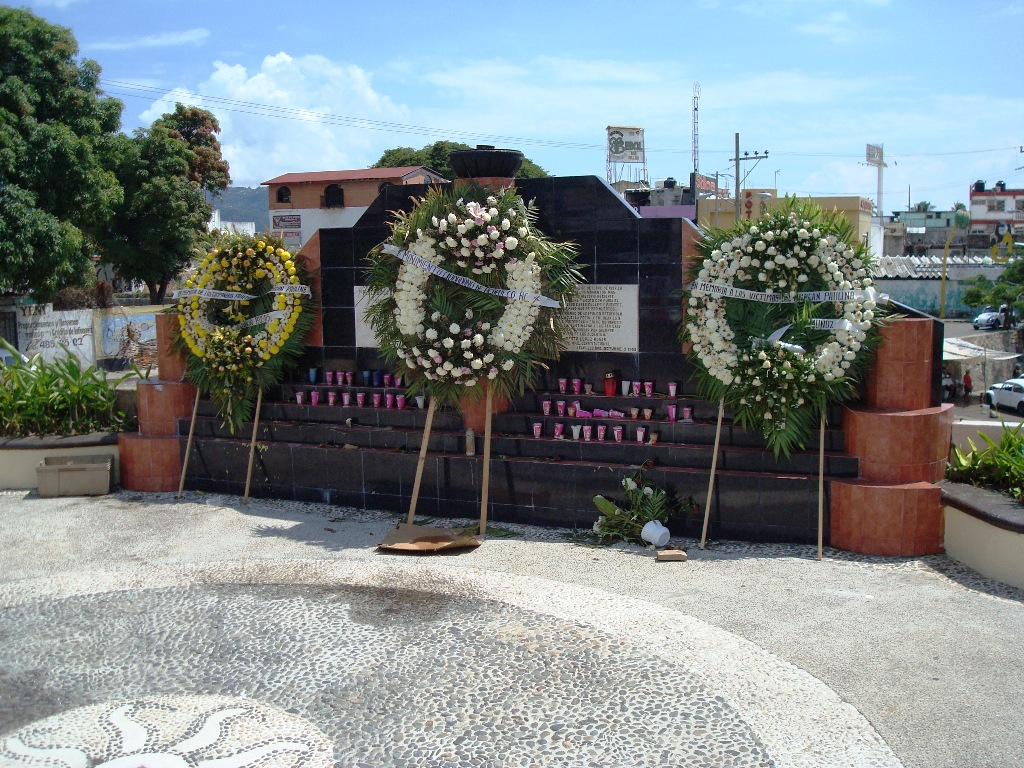
Plaza de la Esperanza 9 de Octubre, en Acapulco, en honor a las víctimas del huracán Paulina en 1997. Coronas y velas adornan la placa en el décimo aniversario de la tragedia.

Los gobiernos estatales de Oaxaca y Guerrero pidieron ayuda a la Unicef, específicamente con tanques y bombas de agua así como material de construcción. Inicialmente, la ayuda internacional se enfocó únicamente en los daños de Acapulco. Una semana después del huracán, 500 comunidades en Oaxaca permanecían aisladas y sin ayuda, así como varias comunidades en Guerrero que no recibían ayuda material. La Agencia Adventista de Desarrollo y Recursos Asistenciales organizó aproximadamente siete toneladas de comida, ropa, y envió un autobús de 40 personas para ayudar a las comunidades aisladas en el sureste de México. Diez días después del paso del huracán, 20 000 personas aún continuaban aisladas y sin brigadas de auxilio, esto hizo indagar a las autoridades que pudieron haber estado en riesgo de morir de hambre. El gobierno envió entonces helicópteros a áreas remotas, aunque la neblina y la fuerte lluvia después del huracán detuvieron las operaciones y organizó la provisión de comida a comunidades montañosas lejanas; estas actividades conllevaban un serio riesgo debido a las condiciones climáticas.
A tres días del huracán, la Cruz Roja Americana envió una donación inicial de 25 000 dólares. También envió láminas para techos temporales y artículos de limpieza como trapeadores, escobas, cubetas, esponjas, blanqueadores y químicos de limpieza. La Cruz Roja Alemana también colaboró en dicha ayuda. La iglesia en San Antonio, Texas envió equipos de limpieza y la iglesia en Los Ángeles entregó 2200 equipos de limpieza y juegos para niños. Las iglesias locales también ofrecieron ayuda.

## Retiro del nombre
El nombre de Pauline fue retirado en la primavera de 1998 siendo reemplazado por Patricia para la temporada de huracanes en el Pacífico de 2003.